# برايان أونيانجو
برايان أونيانجو (بالإنجليزية: Brian Onyango) هو لاعب كرة قدم كيني، ولد في 24 يوليو 1994 في نيروبي في كينيا. شارك مع منتخب كينيا لكرة القدم. أما مع النوادي، فقد لعب مع نادي توسكر.

## وصلات خارجية
- برايان أونيانجو على موقع الاتحاد الدولي (مؤرشف)  (الإنجليزية)
- برايان أونيانجو على موقع قاعدة بيانات كرة القدم.إي يو (الإنجليزية)
- برايان أونيانجو على موقع ناشيونال فوتبول تيمز (الإنجليزية)
- برايان أونيانجو على موقع Soccerway.com (الإنجليزية)